# 403. Sicherungs-Division
De 403. Sicherungs-Division (Nederlands: 403e Beveiligingsdivisie) was een Duitse infanteriedivisie in de Heer tijdens de Tweede Wereldoorlog. Deze divisie was betrokken bij de beveiliging van het Rückwärtigen Heeresgebietes (in de achterhoede gelegen legergebied). Ze nam actief aan oorlogsmisdrijven tegen partizanen (Bandenbekämpfung) en de holocaust deel.

## Geschiedenis divisie

### Division z.b.V. 403
Op 25 oktober 1939 werd de Division z.b.V. 403 anders ook bekend als Landesschützen-Division 403 in de Wehrkreis III (vrije vertaling: 3e militair district) in Berlin-Spandau als commando voor tien Landesschützen-Bataillone opgesteld. Vanaf augustus 1940 was de divisie als staf bij het 6. Armee (6e Leger) in Bretagne ingezet. In maart 1941 werd de divisie in de 403. Sicherungs-Division (403e Beveiligingsdivisie) hernoemd.

### 403. Sicherungs-Division
Op 15 maart 1941 werd de divisie bij Neusalz, Silezië in de Wehrkreis VIII (8e militair district), uit de Division z.b.V. 403 en delen van de 213. Infanterie-Division (213e Infanteriedivisie) opgesteld. De divisie was de gehele Tweede Wereldoorlog aan het Oostfront voor beveiligingstaken in de achterhoede gelegen legergebied ingezet. Dit hield in de gevangenname van verspreide Russische krijgsgevangenen en Kommissare (politieke commissarissen). Ook antisemitische maatregelen, zoals confiscatie, ontheffing van functies en de vorming van "zuivere" Joodse huizen, volgden. In 1941 was de divisie bij Operatie Taifun en Slag om Smolensk in de zogenaamde Heeresgruppenreserve (vrije vertaling: reserve van de legergroepen) geplaatst. Gedurende deze periode werd de divisie tegen de burgerbevolking ingezet, en brandde talrijke dorpen af. Begin 1942 werd bij Toropez, Auffanglinie van de divisie door het Rode Leger doorbroken. Er volgde inzetten om Joden in de Oost-Oekraïne in de zomer van 1942 te vervolgen. Begin 1943 werden delen van de divisie aan het XXIV. Armeekorps (24e Legerkorps) van het 2. Panzerarmee (2e Pantserleger), en aan het XXXX. Armeekorps (40e Legerkorps) van het 4. Armee (4e Leger) toegewezen. Op 31 mei 1943 werd de divisie in Zuid-Rusland ontbonden.
In juni 1943 verhuisde de voormalige staf van de divisie naar het Bergen, en werd met de staf van de 265e Infanteriedivisie samengevoegd.

## Commandanten
| Rang                                | Naam                  | Begin                       | Eind                        | Opmerking                                                         |
| ----------------------------------- | --------------------- | --------------------------- | --------------------------- | ----------------------------------------------------------------- |
| Oberst-Generalmajor-Generalleutnant | Wolfgang von Ditfurth | 25 oktober 1939             | 15 maart 1942 - 15 mei 1942 | Wegens oorlogsmisdaden op 3 februari 1946 in Riga terechtgesteld. |
| Generalleutnant                     | Wilhelm Russwurm      | 15 maart 1942 - 15 mei 1942 | 31 mei 1942 - 10 april 1943 |                                                                   |

## Gebieden van operaties[10]
- Nazi-Duitsland (maart 1941 - juni 1941)
- Oostfront, centrale sector (juni 1941 - december 1942)
- Oostfront, zuidelijke sector (december 1942 - mei 1943)

## Samenstelling
1939/1940
- Landesschützen-Bataillon 303
- Landesschützen-Bataillon 305
- Landesschützen-Bataillon 307
- Landesschützen-Bataillon 311
- Landesschützen-Bataillon 313
- Landesschützen-Bataillon 314
- Landesschützen-Bataillon 316
- Landesschützen-Bataillon 318
- Landesschützen-Bataillon 320
- Landesschützen-Ersatz-Bataillon 3

1941
- Versterkte 406e Infanterieregiment (van de 213e Infanteriedivisie, vanaf maart 1942 ter 201e Beveiligingsbrigade
- Wach-Bataillon 705
- III./Artillerie-Regiment 213 (vanaf maart 1942 van de 210e Beveiligingsbrigade)
- Landesschützen-Regiment 177 (later 177e Beveiligingsregiment)
- Nachrichten-Abteilung 826

Later, na een herindeling, behoorden ze ook tot de divisie:
- 177e Beveiligingsregiment (vanaf april 1943 ter 213e Beveiligingsdivisie)
- 610e Beveiligingsregiment
- Ost-Reiter-Abteilung 403 (na ontbinding ter III. Abteilung van het Freiwilligen-Kosaken-Stamm-Regiment 5)
- II./Polizei-Regiment 8 (vanaf mei 1942 uit het 111e Politiebataljon)
- Nachschubeinheit 373 (later in Nachschubeinheit 493